# Голицын, Дмитрий Петрович
Князь Дмитрий Петрович Голицын (псевдоним — Муравлин; 6 декабря 1860, Франкфурт-на-Майне  — 16 (3) декабря 1928, Вишеград) — русский государственный деятель, тайный советник (29.03.1909), писатель, общественный деятель.

## Биография
Сын отставного поручика князя Петра Петровича Голицына (1827—1902) от брака его с Юлией Александровной Чертковой. В 1881 году окончил Императорский Александровский лицей. По отбытии воинской повинности в лейб-гвардии Павловском полку поступил на службу в Государственную канцелярию. 
В 90-е — помощник статс-секретаря Государственного Совета, с 1902 член совета министра народного просвещения.
С 1906 товарищ главноуправляющего, а с 1 января 1910 главноуправляющий Собственной ЕИВ канцелярии по учреждениям Императрицы Марии.
Писатель, романист (литературный псевдоним Муравлин и Дмитрий Чертков).
Член Совета Общества ревнителей русского исторического просвещения в память Императора Александра III, член-директор Литературно-художественного общества. В январе 1901 года был избран председателем Совета Русского Собрания; эту должность занимал до марта 1906. Первый почетный член Русского Собрания. Почетный председатель 1-го Всероссийского съезда Русских Людей в Санкт-Петербурге 8—12 февраля 1906.
6 апреля 1912 года был назначен членом Государственного Совета, в котором входил в правую группу. 10 сентября 1912 года, в знак уважения к литературным трудам, Высочайше разрешено присоединить к фамилии псевдоним Муравлин. 
В 1920 году бежал из Советской России, жил в Венгрии, где в 1921 году был представителем Высшего монархического совета, а с 1922 года представителем великого князя Кирилла Владимировича. Сотрудничал в журнале «Двуглавый орёл».
Скончался в 1928 году.

## Семья
Был женат на Ольге Семёновне Харитоновой. Сын: Пётр Дмитриевич Голицын (р. 29 июня 1888).

## Награды
- Орден Святого Владимира 3-й степени (14.05.1896)
- Орден Святого Станислава 1-й степени (01.01.1902)
- Орден Святой Анны 1-й степени (01.01.1905)
- Орден Святого Владимира 2-й степени (22.04.1907)
- Орден Белого орла (25.03.1912)
- Орден Святого Александра Невского (01.01.1916)

## Сочинения
- Стихи в «Живописном обозрении», 1879—1884, под псевд. Дмитрия Черткова,
- Не убий, СПБ, 1880;
- Убогие и нарядные, СПБ, 1884:
- В толпе, СПБ, 1894;
- Баба, СПБ, 1885;
- Будни, СПБ, 1895;
- Тенор, СПБ, 1885;
- Мрак, СПБ; 1886;
- Хворь, СПБ, 1886;
- Около любви, СПБ, 1887.
- Князья, Роман и др. рассказы, СПБ, 1888;
- Рубли, СПБ, 1889;
- Суд идет... 1891;
- Режаниновы, «Живописное обозрение», 1897, X, XI;
- На севере, «Живописное обозрение», 1898, X;
- У синя моря, СПБ, 1898;
- Вавилоняне, СПБ, 1901;
- Сон услады, СПБ, 1902;
- От смутных дней, СПБ, 1902;
- На безлюдьи, СПБ, 1902 (изд. 2-е, СПБ, 1910);
- На Руси, СПБ, 1903;
- Кащей, СПБ, 1903;
- Святыня, СПБ, 1905;
- Святыни, СПБ, 1912, и др.